# Кон Сен Колон
Кон Сен Колон (фр. Cons-Sainte-Colombe) насеље је и општина у источној Француској у региону Рона-Алпи, у департману Горња Савоја која припада префектури Анси.
По подацима из 2011. године у општини је живело 366 становника, а густина насељености је износила 105,48 становника/km². Општина се простире на површини од 3,47 km². Налази се на средњој надморској висини од 545 метара (максималној 2.063 m, а минималној 479 m).

## Демографија
| 1861. | 1911. | 1946. | 1962. | 1968. | 1975. | 1982. | 1990. | 1999. | 2011. |
| ----- | ----- | ----- | ----- | ----- | ----- | ----- | ----- | ----- | ----- |
| 224   | 169   | 126   | 153   | 156   | 158   | 231   | 227   | 261   | 366   |

График промене броја становника у току последњих година